# Expediția Powder River
Expediția Râul Powder din 1865, cunoscută și sub numele de Războiul de pe Râul Powder sau Invazia de pe Râul Powder, a fost o operațiune militară imensă a armatei Statelor Unite împotriva triburilor Lakota Sioux, Cheyenne și Arapaho în teritoriul Montana și Dakota. Deși soldații au distrus un sat populat de indieni Arapaho și au întemeiat Fortul Connor în scopul protejării călătorilor care urmau Calea Bozeman, expediția este considerată un eșec deoarece indienii nu au fost invinși și nu s-a reușit asigurarea securității în regiune.

## Context
Masacrul de la Sand Creek, suferit de populația Cheyenne pe 28 noiembrie 1864, a intesificat represalile și raidurile indiene din valea Râului Platte. După raiduri, mii de membri Sioux, Cheyenne și Arapaho s-au adunat în comitatul râului Powder, lipsit de coloniști albi și confirmat ca fiind teritoriu indian prin Tratatul de la Fortul Laramie în 1851.
Indienii au considerat Calea Bozeman, construită în 1863 prin centrul propriului teritoriul, drept o amenințare. Deși drumurile prin teritoriul indian erau permise conform tratatului de la Fortul Laramie, aceștia hărțuiau minerii și călătorii care utilizau traseul. În bătălia de la Platte Bridge din iulie 1865, peste o mie de războinici au atacat un pod peste Râul North Platte și au reușit să închidă pe o perioadă temporară atât Calea către Oregon, cât și Calea Bozeman. După conflict, indienii s-au împărțit în mici grupuri și s-au răspândit deoarece vara începea sezonul de vânătoare. O slăbiciune a indienilor era faptul că nu aveau acces la suficiente resurse încât să susțină o armata pe câmpul de luptă pe perioade extinse de timp.

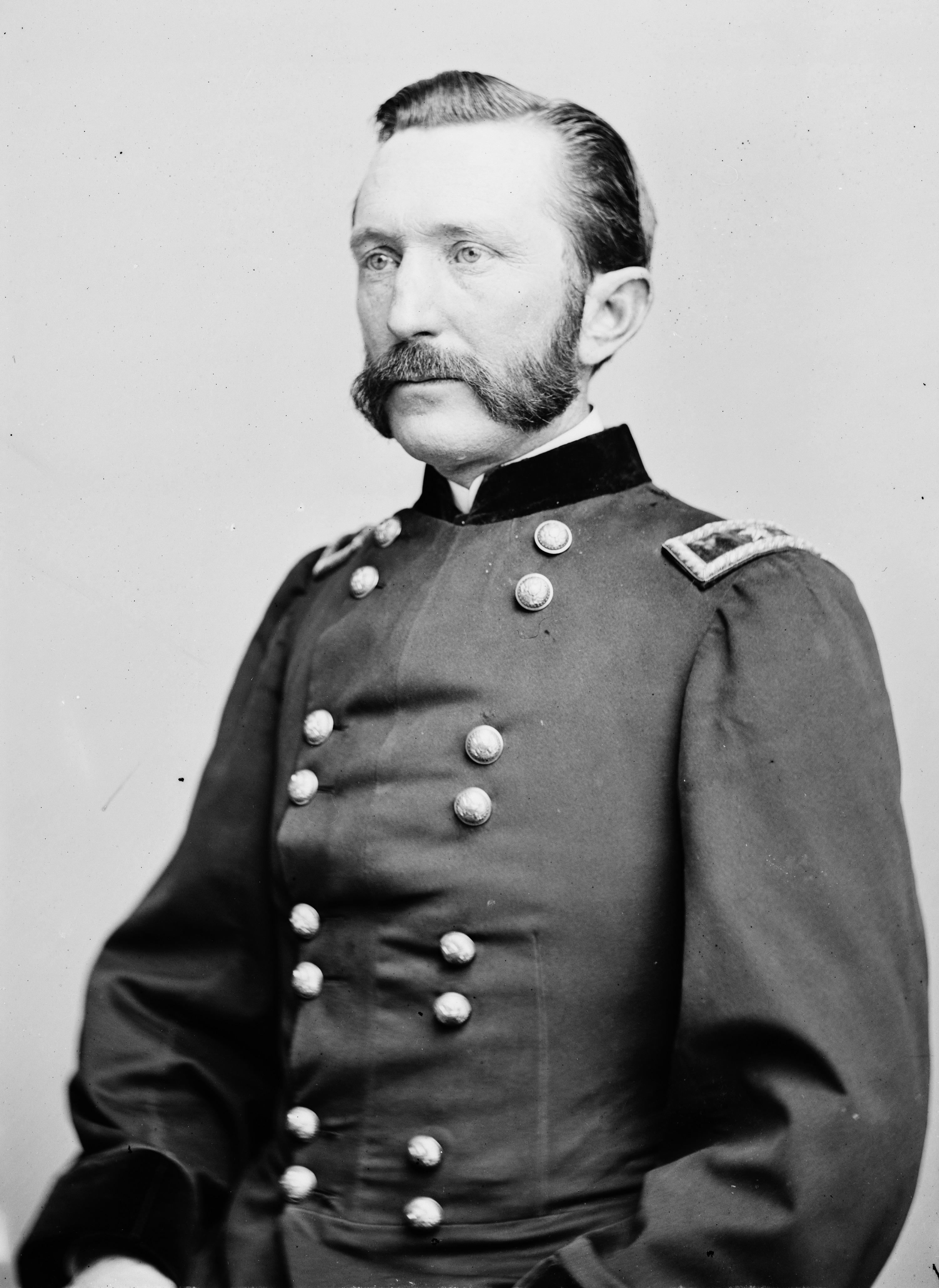
Generalul de brigadă Patrick E. Connor

Generalul-maior Grenville M. Dodge a comandat Expediția de pe Râul Powder - o campanie aspră împotriva triburilor din câmpiile nordice în mijlocul teritoriului acestora. Generalul de brigadă Patrick E. Connor a fost ales să conducă această expediție. Doge i-a ordonat lui Connor să „ducă o luptă hotărâtă împotriva indienilor și să-i pedepsească astfel încât să fie obligați să păstreze pacea”. Campania a reprezentat una din ultimele campanii militare împotriva indienilor efectuate de Voluntarii Statelor Unite.
Strategia lui Connor era următoarea: trei coloane de soldați să mărșăluiască în Comitatul Râului Powder. „Coloana din Dreapta”, formată din 1.400 de locuitori ai statului Missouri și 140 de vagoane aflate sub comanda colonelului Nelson D. Cole, trebuia mărșăluiască din Omaha, Nebraska și să urmeze Râul Loup înspre vest către Dealurile Negre unde trebuia să se întâlnească cu Connor lângă Râul Powder. „Coloana din Centru”, compusă din 600 cavaleri din Kansas aflați sub conducerea locotenent-colonelului Samuel Walker, trebuia să meargă spre nord către Fortul Laramie și să traverseze comitatul la vest de Dealurile Negre. Coloanele „din Stânga” și „din Vest” formate din 675 de oameni - locuitori din California, Iowa, Michigan, Nebraska și Ohio -, cercetași indieni și o căruță, aflate sub comanda lui Connor trebuiau să mărșăluiască spre Râul Powder unde avea să întemeieze un fort lângă Calea Bozeman. Toate cele trei coloane trebuiau să se unească la noul fort.
Comenzile lui Connor către comandanții lui erau următoarele: „Nu veți primi propuneri de pace sau supunere din partea indienilor, însă vom ataca și ucide toți bărbații indieni mai mari de doisprezece ani”. Superiorii lui Connor, generalul John Pope și Doge au încercat să contramandeze acest ordin, însă era mult prea târziu, deoarece coloanele și nu putea fi contactate.
Expediția a avut probleme încă de la început. Numărul oamenilor care trebuiau să ia parte la operațiuni a fost redus de la 12.000 la mai puțin de 3.000 deoarece numeroși soldaților demobilizați la finalul războiului civil. Voluntarii rămași erau „răzvrătiți, nemulțumiți și ineficace”. Companiile celui de-al 6-a Regiment Cavaleresc de Voluntari din Michigan aflat sub comanda colonelului James H. Kidd a fost recent transferat din câmpul de luptă din Virginia, iar mare parte din soldații lui Cole și Walker au activat în teatrele vestice în ultimii ani ai conflictului civil. Puțini oameni și ofițeri aveau experiența luptei cu indienii sau au călătorit prin Marile Câmpii. De asemenea, accesul la furnituri reprezenta o problemă.

## Expediția lui Connor
Generalul de brigadă Patrick E. Connor și 675 de soldați, cercetași indieni și alți civili aflați sub comanda sa, precum și o trăsură plină cu rezerve, au părăsit Fortul Laramie, teritoriul Dakota, pe 1 august 1865, în căutarea coloanelor de soldați conduse de Cole și Walker. Unul dintre cercetașii săi erau mounteanul Jim Bridger. Trupele lui Connor au avansat spre nord, iar în luna august au întemeiat Fortul Connor în amontele râului Powder.

### Bifurcația Crazy Woman

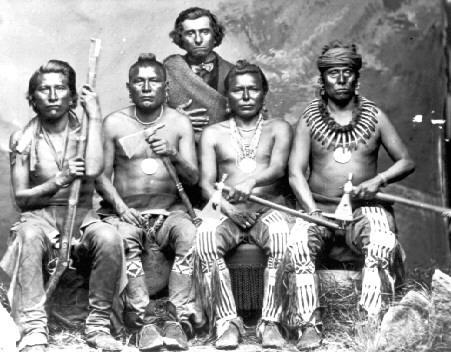
Patru cercetași Pawnee fotografiați de William Henry Jackson.

Pe 13 august 1865, căpitanul Frank J. North, parte a cercetașilor Pawnee, călăreau alături de o parte din oamenii săi lângă bifurcația Crazy Woman a râului Powder. North și cercetașii săi au descoperit un mic grup de războinici Cheyene și au inițiat o urmărire. În timpul acestei operațiuni, North a fost separat de oamenii săi - aflați la aproape o milă de el -, iar războinicii s-au întors către aceasta. Unul dintre Cheyennei i-a rănit calul, moment în care căpitanul s-a adăpostit în spatele animalului și l-a folosit pe post de baricadă. Cercetașul Bob White l-a observat pe North și i-a sărit în ajutor. Alți cercetași Pawnee și-au făcut apariția; imediat după aceea, câțiva războinici au fost răniți, fapt care i-a obligat să abandoneze urgent lupta. Conflictul de la bifurcația Crazy Woman a reprezentat prima acțiune militară din Expediția Râul Powder.

### Masacrul de pe Râul Powder
Timp de două zile, căpitanul North și cercetașii Pawnee au urmărit un clan de Cheyennei care călătoreau spre nord. Conform urmelor, aceștia aveau în jur de 40 de cai și catâri, precum și un travoi care căra un luptător rănit. La 2:00 a.m. pe 16 august 1865, căpitanul și cercetașii săi i-au ajuns din urmă pe indieni pe râul Powder la aproximativ 50 de mile nord de Fortul Connor. Cheyenneii și-au stabilit tabăra pe timp de noapte și dormeau; North a decis să atace abia în zorii zilei. Dimineață, grupul său s-a apropiat de tabără. Când au observat cercetașii, Cheyenneii i-au confundat cu niște Cheyennei prietenoși și nu au devenit ostili. Cercetașii Pawnee, observând acest lucru, au inițiat atacul - au fost uciși rapid toți cei 24 de membri, inclusiv Yellow Woman, mama vitregă a lui George Bent. Cercetașii au pierdut patru cai, însă au capturat 18 cai și 17 catâri, mulți dintre aceștia având însemne guvernamentale, fapt care denotă că au fost capturați recent în bătăliile de la Red Buttes și Platte Bridge Station pe 26 iulie.

### Bătălia de pe Râul Tongue
Connor mărșăluia spre nord către Fortul Conor, iar pe 28 august, cercetașii Pawnee au descoperit un sat Arapaho de aproximativ 600 de persoane stabilit pe râul Tongue. În următoarea zi, 29 august, Connor a început operațiunile militare, atacând satul a cărui lider era Black Bear. Trupele sale cuprindeau 215 cavaleri din California, Iowa și Ohio, respectiv peste 80 de cercetași Pawnee, Omaha și Winnebago. Satul era format în mare parte din femei, copii și bătrâni. Majoritatea războinicilor erau absenți, fiind implicați într-un conflict cu tribul Crow pe râul Bighorn. Luați prin surprindere, indienii au început să fugă din sat, însă s-au regrupat și au contraatacat, moment în care Connor și-a reconsiderat ideea de a continua urmărirea. Soldații au distrus satul, au capturat 500 de cai, respectiv 8 femei și 13 copii care au fost ulterior eliberați. Conner afirma că a ucis 63 de războinici Arapaho, o estimare probabil exagerată, pierderile de partea Statelor Unite fiind de doar șapte oameni: doi morți și cinci răniți. După încheierea conflictului, aceasta și-a continuat drumul spre nord pe râul Tongue până în sudul statului Montana înainte de a se întoarce la Fortul Connor. Pe drum, soldații săi au fost hărțuiți de războinicii Arapaho. Aceștia din urmă se vor alătura triburilor Sioux și Cheyenne.

## Expedițiile lui Sawyers

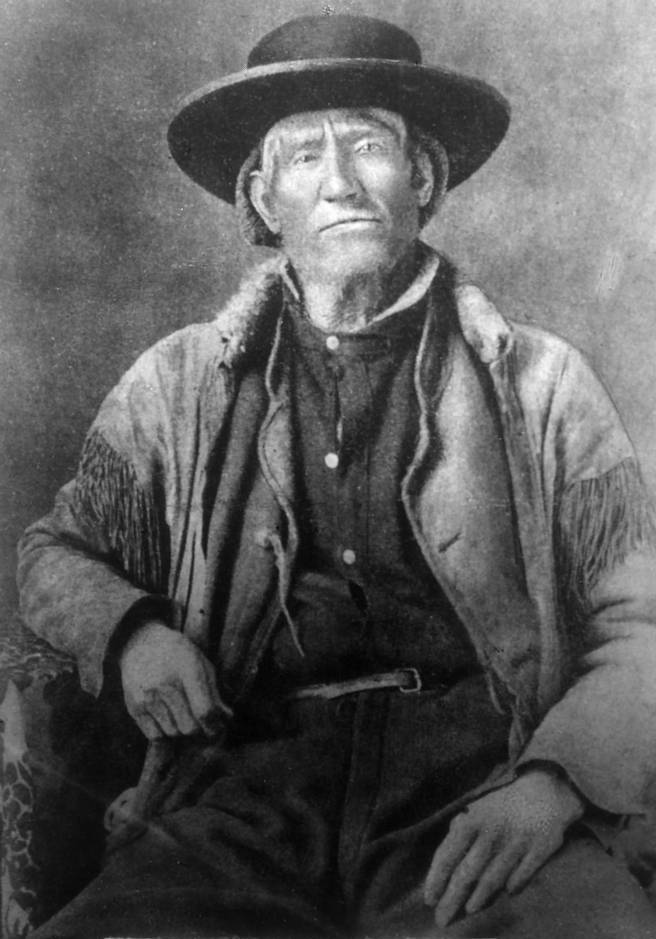
Munteanul Jim Bridger a fost ghidul lui Connor pe parcursul Expediției Powder River.

Între timp, o expediție sub comanda locotenent-colonelului James A. Sawyers, formată dintr-un șir de 30 de trăsuri, ingieneri, rezerve și escorte militare din Companiile C și D ale celei de-a 5-a Infanterii de Voluntari, călătorea spre râul Powder de unde urmau să-și continue drumul către Montana. Grupul lui Sawyers avea ca misiune construcția unui nou drum pentru emigranții care voiau să ajungă în terenurile aurifere din statul Montana.

### Bătălia de la Bone Pile Creek
Pe 12 august 1865, soldații, civilii și șir de trăsuri al expediției Sawyers se îndreptau spre vest. Soldații care escortau trăsurile includeau un batalion din a 5-a Infenterie de Voluntari a S.U. - companiile C și D - sub comanda căpitanului George Williford. În apropierea Pumpkin Butte, spre seară, războinicii Cheyenne și Sioux au atacat șirul, atac în care și-a pierdut viața Nathaniel Hedges, un angajat în vârstă de 19 ani. În aceeași seara, mai târziu, trăsurile au format o tabără lângă pârâul Bone Pile, iar Hedges a fost înmormântat în centrul acesteia. În următoarea dimineață, războinicii s-au reîntors și inițiat un nou atac. Aceștia au atacat tabăra înconjurată de trăsuri, însă nu au reușit să o cucerească. Căpetenia Sioux, Red Cloud, și căpetenia Cheyenne, Dull Knife, însoțiți de George Bent și Charles Bent au negociat cu locotenent-colonelul Sawyers trecerea în siguranță a trăsurilor în schimbul unui vagon plin cu rezerve. Soldații celei de-a 5-a Infanterie de Voluntari au declarat la momentul respectiv că războinicul Cheyenne, George Bent, era îmbrăcat în unformă militară a Statelor Unite. Sawyers a fost de acord cu înmânarea rezervelor - care includeau o trăsură plină cu zahăr, bacon, cafea, făină și tutun. Când șirul s-a pus în mișcare, ameridienii au reluat atacul, soldații Anthony Nelson și John Rawze pierzându-și viața. Soldații au răspuns atacului, ucigând doi războinici, moment în care indienii s-au retras rapid din apropierea taberei. După înmormânatarea soldatului Nelson lângă Nathaniel Hedges și o  încercare eșuată de a localiza trupul lui Rawze, expediția Sawyers a continuat.

### Luptele Sawyers
Pe 1 septembrie 1865, războinicii Arapaho, înfuriați de distrugerea propriului sat situat pe râul Tongue, au inițiat un atac asupra trăsurilor lui Sawyers, trei oameni pierzându-și viața în această acțiune. Concomitent, doi luptători Arapaho au fost uciși. Șirul de trăsuri a fost sub asediu timp de două săptămâni până la sosirea trupelor lui Connor.

## Expedițiile lui Cole și Walker

### Plecarea celor două coloane
Colonelul Nelson D. Cole a părăsit Omaha, Nebraska, pe 1 iulie 1865, alături de 1.400 de soldați din Missouri și 140 de trăsuri pline cu rezerve. Coloana sa a urmat în amonte râul Loup, iar apoi a mărșăluit prin comitat până la Bear Butter în Dealurile Negre, unde a ajung pe 13 august 1865. Sub comanda lui Cole, soldații au suferit de sete, rezerve insuficiente și uneori chiar au plănuit revolte de-a lungul celor 900 km. parcurși. Locotenent-colonelul Samuel Walker și ai săi 600 de cavaleri din Kansas au părăsit Fortul Laramie din teritoriul Dakota pe 6 august 1865, și s-au întâlnit cu membrii expediției lui Cole pe 19 august 1865, lângă Dealurile Negre. Și soldații săi au suferit din cauza rezervelor insuficiente de apă și chiar a pierdut câțiva soldați din cel de-al 16-lea Regiment de Cavaleri Voluntari Kansas din cauza apei contaminate. Cele două coloane și-au continuat drumul pe căi separate, însă au păstrat contactul în timp ce se îndreptau spre râul Powder în teritoriul Montana. O parte din soldați erau desculți, iar majoritatea cailor și catârilor erau slăbiți.

### Marșul de pe Râul Powder
În dimineața zilei de 1 septembrie 1865, peste 1.400 de soldați și civili ai Statelor Unite, care formau trupele aflate sub comanda colonelului Nelson D. Cole pregătite pentru Expediția Powder River, și-au stabilit tabăra pe pârâul Alkali, un afluent al râului Powder. Tabăra era localizată pe teritoriul Montana, în ceea ce astăzi este Comitatul Custer, Montana. În zorii zilei, peste 300 de războinici Hunkpapa, Sans Arc și Miniconjou din Lakota Sioux au inițiat un atac împotriva trumei de cai din tabără. Șapte soldați din Divizia K, din al doilea Regiment Missouri, au fost primii care au răspunsul atacului. La scurt timp după plecarea din tabără, aceștia au fost atacați: doi au fost răniți, doi au fost uciși, iar unul rănit mortal. Mai târziu în acea noaptea, alți doi soldați necunoscuți din armata Statelor Unite au fost uciși. Pierderile suferite de Sioux în timpul bătăliei de la Pârâul Creek sunt patru războinici uciși, respectiv patru răniți.
În următoarea zi, sambătă, 2 septembrie 1865, au existat cel puțin trei mici conflicte cu războinicii indieni. În primul, cel puțin un luptător a fost ucis. În cea de-a doua, nu au fost raportate pierderi de vieți omenești, iar în cea de-a treia, doi soldați au fost uciși în timp ce se întorceau în tabără de la vânătoare. Dată fiind nevoia urgentă de rezerve, coloneii Cole și Walker au decis să urmeze râul Powder spre nord în căutarea trupelor și trăsurilor generalului de brigadă Patrick E. Connor. Expediția a continuat până la izvorul pârâului Mizpah în Comitatul Custer, Montana. Odată ajunși acolo, cei doi colonei au decis să se reîntoarcă spre sud în căutarea trupelor lui Connor. Indienii au inițiat din nou un atac pe 4 și 5 septembrie 1865. Au continat să-i hărțuiască pe Cole și Walker pe drumul lor către sud.
Pe 8 septembrie 1865, peste 2.000 de soldați și civili ai Statelor Unite, în fruntea cărora se aflau coloneii Cole și Walker, mărșăluiau spre sud în amontele râului Powder. Fără să-și dea seama, un sat de peste 2.500 de Cheyenne, Sioux și Arapaho - inclusiv căpetenia Cheyenne, Roman Nose - erau campați la mai puțin de zece mile de aceștia. Când au descoperit trupele, războinicii Cheyenne, Sioux și Arapaho au inițiat atacul deoarece nu voiau ca soldații să le atace satul. Conducătorul principal al trupelor se afla la un sfer de milă în fața coloanei de soldați. Aceștia au fost primii atacați. Din 25 de bărbați, doi au fost răniți. După acest atac, locotenent-colonelul Walker a trimis un mesager să-l informeze pe colonelul Cole de acțiune. În acel moment, Cole supraveghea trecerea trăsurilor sale la est de malul râului Powder. Acesta a ordonat căruțelor și celei de-a 12 Cavalerii Missouri să intre în pădure de-a lungul râului și să-i scoată afară pe războinicii indieni. Soldații i-au alungat pe războinicii indieni de pe câmpul de luptă. Aproape de sfârșitul încăierării, un alt soldat a fost rănit, iar cel puțin un ameridian a fost ucis. Furtună de zăpadă din noaptea de 8-9 septembrie 1865, le-a cauzat probleme suplimentare soldaților, mare parte dintre aceștia fiind îmbrăcați prost și obligați să mânânce carne crudă de cal.
În dimineața zilei de 10 septembrie 1865, coloanele coloneiilor Cole și Walk și-au stabilit tabăra lângă confluența râului Little Powder cu râul Powder, moment în care războinicii ameridieni și-au făcut apariția. Au existate conflicte armate sporadice și canonade. În următoarea zi, alte avut loc alte conflicte sporadice. Pe 13 septembrie, doi cercetași din trupele conduce de Connor au descoperit coloanele de soldați în fruntea cărora se afla Cole și Walker pe râul Powder și i-au informat de proaspăt întemeiatul Fort Connor de pe același râu la est de Kaycee, Wyoming. Cole, Walker și soldații acestora au ajung acolo pe 20 septembrie 1865. Connor i-a caracterizat pe soldați drept inapți pentru operațiuni; acesta i-a trimis înapoi în Fortul Laramie unde majoritatea au fost eliberați din serviciul militar.

## Pierderi
Colonelul Cole a raportat că coloana estică a pierdut doisprezece oameni și alți doi erau dispăruți. Locotenent-colonelul Walker a raportat că coloana intermediară a pierdut un soldat și alți patru au fost răniți. Cole afirma că oamenii săi au ucis douăsute de indieni. Spre deosebire de acesta, Walk a susținut că „I cannot say as we killed one”. Pierderile indienilor au fost cel mai probabil slabe.

## Consecințe
Connor s-a întâlnit într-un final cu toate trupele expediției pe 24 septembrie 1865, la Fortul Connor. Totuși, ordine prin care era transferat în statul Utah îl așteptau la destinație. Cea de-a 16-a Cavalerie de Voluntari Kansas a rămas în Fortul Connor, iar toate celelalte trupe s-au retras în Fortul Laramie, majoritatea fiind eliberate din serviciul militar.
Deși rezultatul expediției a fost parțial un succes, aceasta a eșuat din a-i învinge decisiv sau intimida pe indieni. Războinicul Cheyenne, George Bent, care a participat în luptele de pe 8 septembrie, a declarat că Lakota ar fi anihilat coloanele lui Cole și Walker daca ar fi avut acces la arme de foc mai bune. Rezistența indienilor față de călătorii de pe Calea Bozeman a devenit mai hotărâtă ca oricând. „Nu se va mai călători pe acel drum până când guvernul nu va avea grijă de indieni”, preciza un corespondent. Cea mai importantă consecință a expediției a fost convingerea guvernului Statelor Unite că este dezirabilă construcția și protejarea unui drum de la Fortul Laramie până la terenurile aurifere din Montana. În baza acestei credințe se va realiza o altă invazie a comitatului Râul Powder un an mai târziu, respectiv va fi inițiat războiul lui Red Cloud în care Sioux, Cheyenne și Arapaho vor obține victoria.

## Ofițeri din Expediția Powder River

### Lideri
- Generalul de brigadă Patrick E. Connor, comandant.
- Căpitan C. J. Laurant, General adjunct.
- Căpitan Samuel Robbins, Inginer-șef, Prima Cavalerie Colorado.
- Căpitan Henry E. Palmer, Intendentm, 11 Cavalerie Colorado.
- Căpitan William H. Tubbs, Acting Commissary of Subsistence,
- Sublocotenent Oscar Jewett, ajutorul lui Connor,

### Coloana din dreapta
- Colonelul Nelson D. Cole, Headquarters, 2nd Missouri Artillery.
- Colonelul Oliver Wells, Headquarters, 12th Missouri Cavalry.
- Maiorul (retired) Lyman G. Bennett, Chief Engineer, 4th Arkansas Cavalry.
- Maiorul Clemenz Landgraeber, Headquarters, 2nd Missouri Artillery.
- Doctorul George Washington Corey, Headquarters, 12th Missouri Cavalry.
- Căpitan McMurray, Headquarters, 2nd Missouri Artillery.
- Căpitan Samuel Flagg, Battery B, 2nd Missouri Artillery.
- Căpitan Jefferson Miller, Battery E, 2nd Missouri Artillery.
- Căpitan William C. F. Montgomery, Battery H, 2nd Missouri Artillery.
- Căpitan Edward S. Rowland, Battery K, 2nd Missouri Artillery.
- Căpitan Charles H. Thurber, Battery L, 2nd Missouri Artillery.
- Căpitan Napoleon Boardman, Battery M, 2nd Missouri Artillery.
- Primlocotenent John H. Kendall, Battery L, 2nd Missouri Artillery.
- Primlocotenent Lieutenant Charles H. Springer, Company B, 12th Missouri Cavalry.
- Primlocotenent William Rinne, Battery C, 2nd Missouri Artillery.
- Sublocotenent Frederick J. Amsden, U.S. Signal Corps, Department of the Missouri.
- Sublocotenent George R. Thorne, Acting Assistant Quartermaster
- Sublocotenent William T. Shaver, Headquarters, 12th Missouri Cavalry.
- Sublocotenent Hiram L. Kelly, Battery A, 2nd Missouri Artillery (rănit în acțiune).
- Sublocotenent Philip Smiley, Battery H, 2nd Missouri Artillery.
- Sublocotenent Abram S. Hoagland, Battery K, 2nd Missouri Artillery.
- Sublocotenent James A. Ferren, Battery K, 2nd Missouri Artillery.

### Coloana intermediară
- Generalul de brigadă, Locotenent-colonel Samuel Walker, Headquarters, 16th Kansas Cavalry.
- Maior Clarkson Reynolds, Headquarters, 16th Kansas Cavalry.
- Doctor James P. Erickson, Headquarters, 16th Kansas Cavalry (mort la Fortul Connor).
- Căpitan Oscar F. Dunlap, Compania, 15th Kansas Cavalry.
- Primlocotenent R. M. Fisk, Compania, 15th Kansas Cavalry.
- Primlocotenent James L. Walker, Compania, 16th Kansas Cavalry (rănit mortal).
- Primlocotenent Wesley T. Smith, Compania, 16th Kansas Cavalry
- Sublocotenent Charles Balance, Compania, 16th Kansas Cavalry.
- Sublocotenent Edward Gill, Compania H, 15th Kansas Cavalry.
- Sublocotenent Francis E. Smith, Compania H, 15th Kansas Cavalry.

### Coloana din dreapta
- Colonel James H. Kidd, Headquarters, 6th Michigan Cavalry.
- Captain Frank North, Compania A, Pawnee Indian Scouts.
- Căpitan Albert Brown, Compania M, 2nd California Cavalry.
- Căpitan Osmer F. Cole, Compania L, 6th Michigan Cavalry (Killed in action).
- Căpitan George Conrad, Compania L, 2nd California Cavalry.
- Căpitan Jacob L. Humphreyville, Compania K, 11th Ohio Cavalry.
- Căpitan Levi G. Marshall, Compania E, 11th Ohio Cavalry.
- Căpitan Edwin R. Nash, Compania A, Omaha/Winnebago Indian Scouts.
- Căpitan N. J. O'Brian, Compania F, 7th Iowa Cavalry.
- Primlocotenent John S. Brewer, Compania F, 7th Iowa Cavalry.
- Primlocotenent Michael Evans, Compania A, Omaha/Winnebago Indian Scouts.
- Primlocotenent Charles A. Small, Compania A, Pawnee Indian Scouts.
- Sublocotenent Joseph Willard Brown, U.S. Signal Corps, Departmentul Missouri.
- Sublocotenent Gavin Mitchell, Compania A, Omaha/Winnebago Indian Scouts.
- Sublocotenent James Murie, Compania A, Omaha/Winnebago Indian Scouts.
- Sublocotenent Alonzo V. Richards, U.S. Signal Corps, Departmentul Missouri.
- Sublocotenent Eugene F. Ware, Compania F, 7th Iowa Cavalry.

## Ordine de bătaie
Armata Statelor Unite
| Divizie                                                                      | Coloană                                                         | Regimente și altele |
| ---------------------------------------------------------------------------- | --------------------------------------------------------------- | --- |
| Expediția Powder Riger, General de brigadă Patrick Edward Connor, comandant. | Coloana din stânga, vestică Colonelul James H. Kidd             | - 2nd California Volunteer Cavalry Regiment, (Companiile L și M, 105 soldați): Căpitan George Conrad, Căpitan Albert Brown - 6th Michigan Volunteer Cavalry Regiment, (4 Companii, ~200 soldați): Colonelul James H. Kidd - 7th Iowa Volunteer Cavalry Regiment, (Compania F, 88 soldați): Căpitanul Nicholas J. O'Brien - 11th Ohio Volunteer Cavalry Regiment, (Companiile E și K, 127-130 soldați): Căpitan Levi G. Marshall, Căpitan Jacob L. Humphreyville - Cercetașii Pawnee (95 oameni): Căpitan Frank J. North - Omaha and Winnebago Cercetași (84 oameni): Căpitan Edwin R. Nash - 195 Trăsuri civile cu angajați: Șeful șirului de trăsuri Robert Wheeling - Ghizi civili: Jim Bridger - Mountain Howitzer, (2 tunuri): Căpitan Nicholas J. O'Brien - United States Signal Corps, (Detașament, 15 soldați): Sublocotenent Joseph W. Brown, Sublocotenent Alonzo V. Richards |
| Expediția Powder Riger, General de brigadă Patrick Edward Connor, comandant. | Coloana intermediară, centrală Locotenent-colonel Samuel Walker | - 15th Kansas Volunteer Cavalry Regiment (Compania H, ~50 soldați): Sublocotenent Edward Gill - 16th Kansas Volunteer Cavalry Regiment (Companiile A, B, C, D, E, F, G, H, I, K și L, ~550 soldați): locotenent-colonel Samuel Walker - Mountain Howitzer, (2 tunuri) |
| Expediția Powder Riger, General de brigadă Patrick Edward Connor, comandant. | Coloana din dreapta, vestică Colonel Nelson D. Cole             | - 2nd Missouri Volunteer Light Artillery Regiment, (Batteries B, C, E, H, K, L, și M, 797 soldați): Colonel Nelson D. Cole - 12th Missouri Volunteer Cavalry Regiment, (Companiile A, B, C, D, E, F, G, H, I, K, L, și M, 311 soldați): Colonel Oliver Wells - Ordinance Rifle (2 tunuri), (operate de soldații din 2nd Missouri Volunteer Light Artillery Regiment): - United States Signal Corps, (Detașament, 7 soldați): Sublocotenent Frederick J. Amsden |

Ameridieni
| Ameridienii | Tribul   | Liderii                                                                                     |
| ----------- | -------- | ------------------------------------------------------------------------------------------- |
| Amerindieni | Sioux    | - Sitting Bull - Crazy Horse                                                                |
| Amerindieni | Cheyenne | - Roman Nose - George Bent - Charlie Bent - Yellow Woman † - Red Bull † - Black Whetstone † |
| Amerindieni | Arapaho  | - Black Bear - Medicine Man                                                                 |